# Hylophorbus nigrinus
Espèce
Statut de conservation UICN

 DD  : Données insuffisantes
Hylophorbus nigrinus est une espèce d'amphibiens de la famille des Microhylidae.

## Répartition
Cette espèce est endémique de l'île Yapen de la province de Nouvelle-Guinée occidentale en Indonésie. Elle se rencontre entre 630 et 650 m d'altitude.

## Étymologie
Le nom spécifique nigrinus vient du latin nigrinus, noiratre, en référence à la coloration dorsale ainsi qu'aux surfaces antérieures et postérieures noires des jambes de l'espèce.

## Publication originale
- Günther, 2001 : The Papuan frog genus Hylophorbus (Anura: Microhylidae) is not monospecific: description of six new species. Russian Journal of Herpetology, vol. 8, no 2, p. 81-104.